# Glyceria ovatiflora
Glyceria ovatiflora är en gräsart som beskrevs av Yi Li Keng och Keng f. Glyceria ovatiflora ingår i släktet glycerior, och familjen gräs. Inga underarter finns listade i Catalogue of Life.